# Comté de Sainte-Croix
Le comté de Sainte-Croix est un comté situé dans l'État du Wisconsin, aux États-Unis. Son siège est Hudson. Lors du recensement de 2000, sa population était de 63 155 habitants.

## Histoire
En 1678, le père Louis Hennepin explore l'immense territoire de la Nouvelle-France, notamment la région des Grands Lacs et la partie septentrionale du fleuve Mississippi et de la Louisiane française. Il nomme une rivière Sainte-Croix en raison de l'emplacement d'un lieu d'enterrement amérindien et qui donnera son nom au comté.

## Sources
1. ↑  http://hudsonwi.org/images/pdfs/History%20of%20St%20Croix%20County.pdf